# Chi Đay
Chi Đay (danh pháp khoa học: Corchorus) là một chi của khoảng 40-100 loài thực vật có hoa trong họ Cẩm quỳ (Malvaceae), có nguồn gốc từ các khu vực nhiệt đới và cận nhiệt đới khắp thế giới. Tại Việt Nam, các tên gọi khác nhau được sử dụng trong các ngữ cảnh khác nhau, với đay là tên gọi phổ biến tại miền bắc và bố, đai phổ biến tại miền nam.
Chúng là các cây thân thảo sống một năm, cao tối đa trong khoảng 2–4 m, không tạo cành hoặc với một vài cành. Lá đơn hình mũi mác mọc so le, dài 5–15 cm, nhọn mũi và khía răng cưa mịn hoặc xẻ thùy. Hoa nhỏ, đường kính 2–3 cm, 5 cánh hoa màu vàng; quả là dạng quả nang chứa nhiều hạt. Chúng mọc tốt trên nhiều loại đất và có thể gieo trồng quanh năm.
Chi Oceanopapaver chỉ có một loài (Oceanopapaver neocaledonicum), trước đây có vị trí không chắc chắn, nhưng gần đây đã được coi là từ đồng nghĩa của Corchorus.

## Tên gọi trong ngôn ngữ khác
Trong tiếng Anh, người ta gọi các loài trong chi này là "jute", "bush okra", "Nalta jute", "jute mallow", "Jew's mallow" hay "melokhia". Từ melokhia được coi là có nguồn gốc từ tiếng Ả Rập malek (ملك). Người ta cho rằng vương triều Fatimid đã cho làm món rau từ Corchorus như là món ăn chỉ dành cho chính họ vbà cấm những người khác không được ăn. Từ "melokhia" là tương tự như "melokia" ("hoàng gia"). Tại Nhật Bản rau từ lá của một số loài trong chi này được gọi là moroheiya. Được gọi là saluyot trong tiếng Ilocano, nó là loài rau ăn lá trong khu vực người Ilocos của Philippines.

## Danh sách loài
- Corchorus acutangulus
  - Corchorus acutangulus var. brachycarpus
- Corchorus aesticans
- Corchorus aestuans
  - Corchorus aestuans var. brevicaulis
- Corchorus africanus
- Corchorus alatus
- Corchorus allenii
- Corchorus americanus
- Corchorus angolensis
- Corchorus angustifolius
- Corchorus antichorus
- Corchorus aquaticus
- Corchorus arenarius
- Corchorus arenicola
- Corchorus argutus
  - Corchorus argutus var. australis
  - Corchorus argutus var. benthami
  - Corchorus argutus var. blanchetii
  - Corchorus argutus var. longicarpus
  - Corchorus argutus var. prismatocarpa
  - Corchorus argutus var. typica
- Corchorus asplenifolius
- Corchorus australis
- Corchorus baldaccii
- Corchorus biflorus
- Corchorus bifurcatus
- Corchorus brachycarpos
- Corchorus brachycarpus
- Corchorus brevicaulis
- Corchorus brevicornutus
- Corchorus bricchettii
- Corchorus bullatus
- Corchorus burmanni
- Corchorus campestris
- Corchorus capsularis
- Corchorus carnarvonensis
- Corchorus caryophylloides
- Corchorus catharticus
- Corchorus cavaleriei
- Corchorus chrozophorifolius
- Corchorus cinerascens
- Corchorus confusus
- Corchorus cordifolius
- Corchorus coreta
- Corchorus crassifolius
- Corchorus cunninghamii (Corchorus cunninghami)
- Corchorus deccanensis
- Corchorus depressus
- Corchorus detersilis
- Corchorus discolor
- Corchorus echinatus
- Corchorus elachocarpus
- Corchorus elderi
- Corchorus erinoceus
- Corchorus erodiodes
- Corchorus fascicularis
- Corchorus flexuosus
- Corchorus foliosus
- Corchorus frutescens
- Corchorus fruticulosus
- Corchorus furcatus
- Corchorus fuscus
- Corchorus gillettii
- Corchorus gracilis
- Corchorus grandiflorus
- Corchorus greveanus
- Corchorus guadalupensis
- Corchorus hamatus
- Corchorus hirsutus
- Corchorus hirtus
  - Corchorus hirtus var. argentinensis
  - Corchorus hirtus var. brasiliensis
  - Corchorus hirtus var. cuyabensis
  - Corchorus hirtus var. glabellus
  - Corchorus hirtus var. martii
  - Corchorus hirtus var. orinocensis
  - Corchorus hirtus var. pilosa
  - Corchorus hirtus var. villosissima
- Corchorus hochstetteri
- Corchorus humilis
- Corchorus hygrophilus
- Corchorus japonicus
- Corchorus javanicus
- Corchorus junodi
- Corchorus kirkii
- Corchorus lanceolatus
- Corchorus laniflorus
- Corchorus lanuginosus
- Corchorus lasiolobus
- Corchorus leptocarpus
- Corchorus linearis
- Corchorus lobatus
- Corchorus longicarpus
- Corchorus longipedunculatus
- Corchorus longipes
- Corchorus macropetalus
- Corchorus malchairi
- Corchorus marua
- Corchorus merxmuelleri
- Corchorus microphyllus
- Corchorus mompoxensis
- Corchorus mucilagineus
- Corchorus muricatus
- Corchorus neocaledonicus
  - Corchorus neocaledonicus var. estellatus
- Corchorus olitorius
  - Corchorus olitorius var. australiensis
- Corchorus onotheroides
- Corchorus oppositiflorus
- Corchorus orinocensis
- Corchorus pachyphyllus
- Corchorus parvifolius
- Corchorus parviflorus
  - Corchorus parviflorus var. gracilescens
  - Corchorus parviflorus var. ovatus
  - Corchorus parviflorus var. parviflorus
- Corchorus pascuorum
- Corchorus patens
- Corchorus pilolobus
- Corchorus pilosus
- Corchorus pinnatipartitus
- Corchorus polygonatum
- Corchorus polygonus
- Corchorus pongolensis
- Corchorus prismatocarpus
- Corchorus procumbens
- Corchorus prostratus
- Corchorus psammophilus
- Corchorus pseudocapsularis
- Corchorus pumilio
- Corchorus pumilus
- Corchorus quadrangularis
- Corchorus quinquelocularis
- Corchorus quinquenervis
- Corchorus reynoldsiae
- Corchorus rigidiusculus
- Corchorus rostratus
- Corchorus rostrisepalus
- Corchorus rothii
- Corchorus saxatilis
- Corchorus scandens
- Corchorus schimperi
- Corchorus secundiflorus
- Corchorus senegalensis
- Corchorus sericeus
- Corchorus serratus
- Corchorus siamensis
- Corchorus sidoides
- Corchorus siliquosus
- Corchorus sloanoides
- Corchorus somalicus
- Corchorus spinosus
- Corchorus stenophyllus
- Corchorus subscandens
- Corchorus sulcatus
- Corchorus tetragona
- Corchorus tetrangulus
- Corchorus thozetii
- Corchorus tiniannensis
- Corchorus tomentellus
- Corchorus tomentillus
- Corchorus tomentosus
- Corchorus torresianus
- Corchorus tortipes
- Corchorus tridens
  - Corchorus tridens var. euryphyllus
- Corchorus triflorus
- Corchorus trilocularis
- Corchorus urticaefolius
- Corchorus velutinus
- Corchorus vermicularis
- Corchorus villosissimus
- Corchorus walcottii
  - Corchorus walcottii var. densiflora
  - Corchorus walcottii var. parviflora
  - Corchorus walcottii var. walcottii

## Sử dụng

### Lấy sợi
Xem bài chính Sợi đay
Các loài trong chi Corchorus thỏa mãn một lượng lớn nhu cầu của thế giới về sợi. Sợi từ các loài đay là sợi thực vật phổ biến hàng thứ hai sau sợi bông.

### Thực phẩm
Lá non của một vài loài đay cũng được sử dụng làm rau ăn; đay quả dài (Corchorus olitorius) được sử dụng chủ yếu tại miền nam châu Á, Ai Cập và Cộng hòa Síp, đay quả tròn (Corchorus capsularis) tại Nhật Bản và Trung Quốc. Chúng có kết cấu nhầy (nhớt), tương tự như ở đậu bắp, khi nấu ăn. Hạt được sử dụng làm hương liệu, và một loại trà thảo mộc được sản xuất từ lá đay khô. Rau đay cũng được sử dụng tại Ai Cập; một số người còn cho rằng nó là món ăn quốc gia trong ẩm thực Ai Cập. Nó cũng là món ăn đặc trưng trong ẩm thực Liban, Palestine, Syria và Jordan. Một món ăn điển hình của khu vực này là rau đay hầm ăn cùng cơm và thịt gà luộc. Tại Việt Nam, rau đay chủ yếu dùng nấu canh (với cua, tôm tép), đôi khi với mồng tơi hoặc mướp.
Tháng 9 năm 2007, Sizzler's, một chuỗi nhà hàng Mỹ, bán Molokhiya cookies (bánh bích quy ngọt) với rau đay là thành phần đặc trưng, tại khu vực Shinjuku ở Tokyo, Nhật Bản.
Lá đay giàu betacaroten, sắt, calci, vitamin C. Các loài đay có tính hoạt hóa chống oxy hóa với một lượng đáng kể tương đương α-tocopherol (vitamin E).

## Khác
Một vài loài khác cũng có tên gọi là đay, nhưng không thuộc chi này như đay cách (Hibiscus cannabinus), đay vông vang hay đay Nhật (Hibiscus sabdariffa) cũng được dùng để lấy sợi.